# Sośnica-Brzeg
Sośnica-Brzeg – wieś w Polsce położona w województwie podkarpackim, w powiecie jarosławskim, w gminie Radymno.
W latach 1975−1998 miejscowość administracyjnie należała do województwa przemyskiego.
Dotychczasowa nazwa Brzeg 1 stycznia 2006 została zmieniona na Sośnica-Brzeg. We wsi znajduje się przedsiębiorstwo rolne.